# Đại nhạc hội Off
Đại nhạc hội OFF là một chuỗi lễ hội âm nhạc được tổ chức thường niên từ năm 2006. Cho đến năm 2009, nó được tổ chức tại Công viên Słupna ở Mysłowice, Ba Lan vào tháng 8 và kéo dài trong bốn ngày. Lễ hội OFF từ năm 2010 diễn ra tại Katowice ở Dolina Trzech Stawow.
Người tổ chức và giám đốc sáng tạo của lễ hội này là Artur Rojek, cựu trưởng nhóm của ban nhạc Myslovitz và Lenny Valentino.
Ngoài âm nhạc, Lễ hội OFF còn hỗ trợ nhiều sự kiện văn hóa và nghệ thuật riêng, như triển lãm, hội thảo và chiếu phim. Lễ hội cũng là dịp để kết nối và quảng bá các chương trình tình nguyện.

## Lịch sử
Lễ hội OFF lần đầu tiên được tổ chức từ ngày 18 đến ngày 20 tháng 8 năm 2006. Khoảng 11.000 người đã tham dự sự kiện kéo dài trong ba ngày với 30 ban nhạc biểu diễn trên 3 sân khấu. Lễ hội OFF năm 2009 được tổ chức tưởng nhớ 70 năm ngày Chiến tranh thế giới thứ hai bùng nổ. Khách mời danh dự là ông bầu Jonathan Poneman của Sub Pop. Năm 2010,Lễ hội OFF được tổ chức từ ngày 5 đến ngày 8 tháng 8 tại Katowice. Lễ hội được tổ chức để kỷ niệm sinh nhật lần thứ 200 của Fryderyk Chopin với các buổi hòa nhạc trong chủ đề chính là "Lấy cảm hứng từ Chopin"

## Địa điểm
4 lần tổ chức đầu tiên, hầu hết các buổi hòa nhạc của lễ hội OFF, đều được tổ chức tại đài phun nước Słupna, đồng thời cũng ở Nhà thờ Tin lành, Trung tâm Văn hóa Địa phương và nhiều nơi khác như trung tâm Mysłowice.
Năm 2009, trong chương trình của OFF có năm sân khấu lớn, đó là: Sân khấu chính, sân khấu Rừng, sân khấu Thử nghiệm, cuối cùng là "Trójka Offensywa" và "Miasto Muzyki".
Từ năm 2010, lễ hội được tổ chức tại Dolina Trzech Stawów ở Katowice.

## Nghệ sĩ tham gia Đại nhạc hội

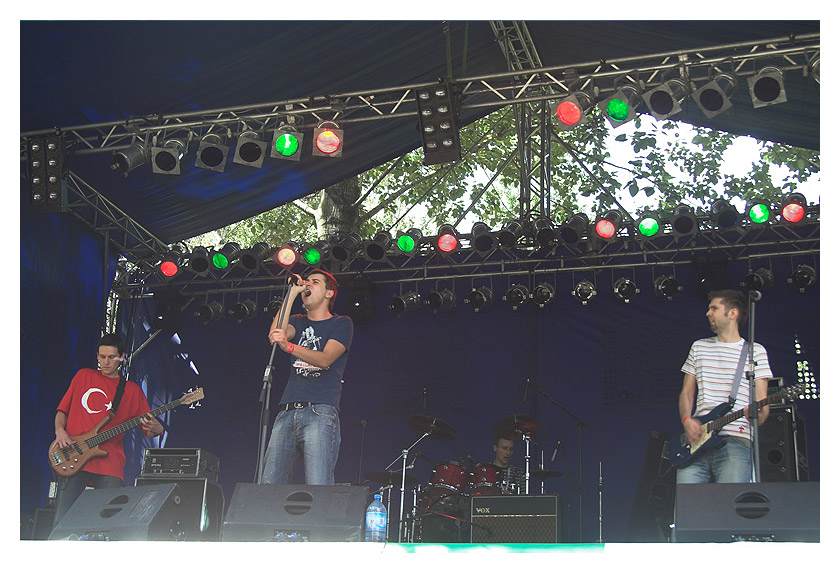
Lễ hội Off phiên bản Renton năm 2006

### Năm 2006

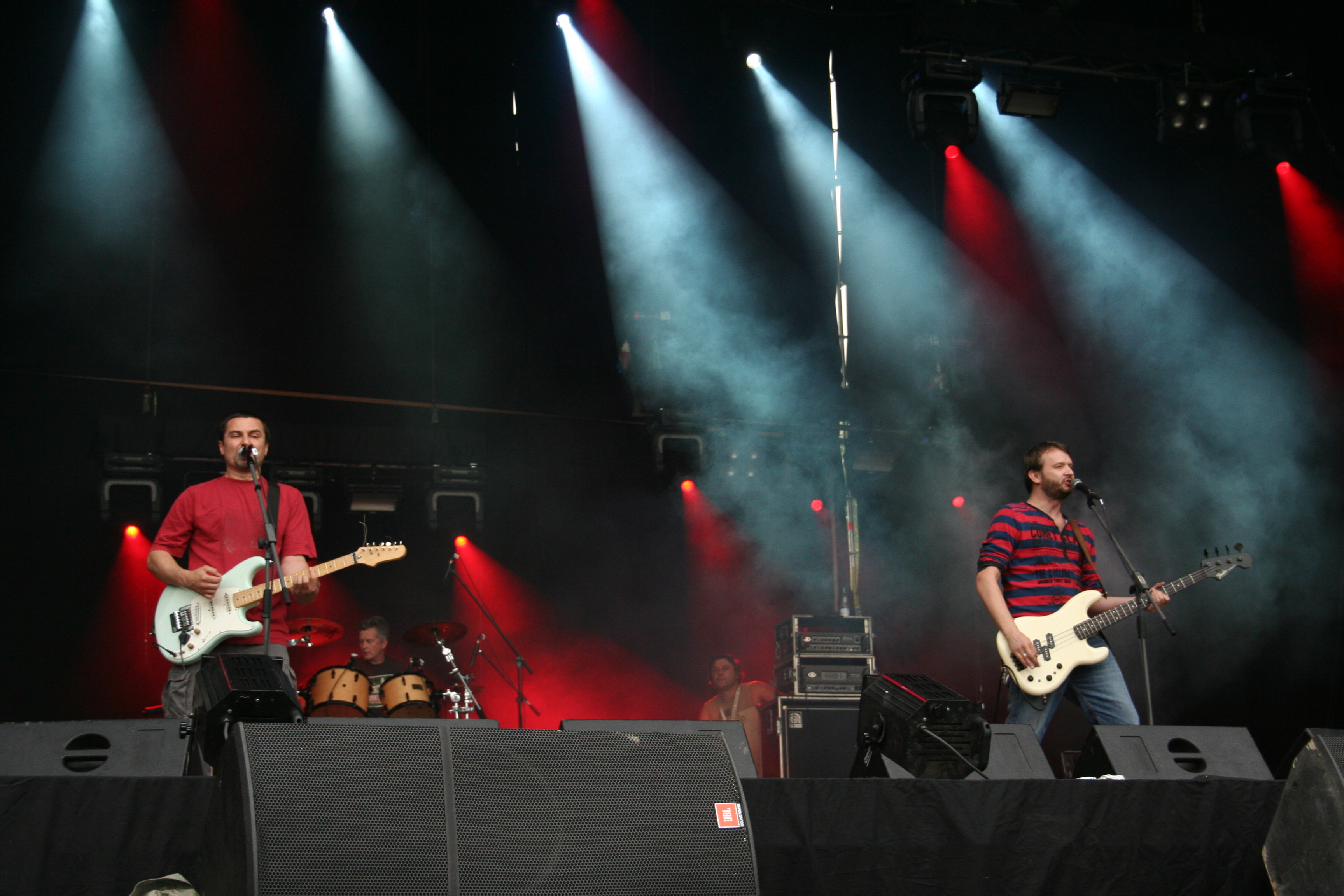
Lễ hội Off phiên bản Dezerter năm 2007

Iowa Super Soccer, Łąki Łan, Silver Rocket, Cracow Klezmer Band, Maria Peszek, Lenny Valentino, Banco De Gaia, Motyw, Őszibarack, Kanał Audytywny, Hurt, The Car is on Fire, Bang Gang, Skalpel, Gutierez, Psychocukier, Apteka, John Porter & Nieprzyzwoity Zespół, Strachy na Lachy, T.Love, Sofa Surfers, I Am X, Plebiscyt, Delons, Lachowicz, Mitch &amp; Mitch, Pustki, Lech Janerka, The White Birch, Graftman, Asi Mina, Muzykoterapia, Robotobibok

### Năm 2007
Blue Raincoat, Lao Che, Dezerter, Ścianka, Low Frequency in Stereo, Architecture in Helsinki, 19 Wiosen, OSTR, Tymon &amp; Transistor, Dàn nhạc Bassisters, Pogodno, Nosowska, Electrelane, Old Time Radio, Pink Freud, Generał Stillwell, Ca sĩ Starzy, Dick4Dick, Piano Magic, Komety, The Complainer, Kobiety, Cool Kids of Death, Kapela ze wsi Warszawa, Radian, iLiKETRAiNS,  Công ty thành lập Punk, Muariolanza, Strings of Consciousness, PumaJaw, Port Royal, 100nka, The Syntetic, Mietall Waluś, L.Stadt

### Năm 2008
Iron &amp; Wine, Mogwai, of Montreal, Menomena, Caribou, British Sea Power, Clinic, Hey, Izrael, Muchy, Kammerflimmer Kollektief, Czesław Śpiewa, Max Tundra, Lao Che, James Chance & The Contortions, Dick4Dick, DAT Politics, Kawałek Kulki, Waglewski Fisz Emade, Homo Twist, Renton, Afro Kolektyw, Singapore Sling, Felix Kubin, Snowman, Jacaszek, So So Modern, LUC & Rah, Baaba, Bajzel, The Magic Carpathians Project, Broadway Taxi, New York Crasnals, Elephant Stone, The Poise Rite, Modified Toy Orchestra, Pchełki, Reuber, Polpo Motel, Shofar, Karol Schwarz All Stars, Plazmatikon, Klangwart, The Band of Endless Noise, Transkapela, Budyń &amp; Sprawcy Rzepaku, Lutosphere

### Năm 2009
The National, Final Fantasy, Wire, Spiritualized, El Perro del Mar, Thermals, Fear Rabbit, The Pains of Being Pure at Heart, Casiotone for the Painly Alones, Ólafur Arnalds, These New Puritans, The Field, Marissa Nadler, Maria Peszek, Handsome Furs, HEALTH, Fucked Up, Crystal Stilts, Mark Kozelek, Micachu, Komety, Cool Kids of Death, The Car Is on Fire, Armia, Pustki, Gabriela Kulka, Tiny Vipers, Wooden Shjips, Lucky Dragons, Dictaphone, Crystal Antlers, Karl Blau, Muzyka Końca Lata, Errors, Jeremy Jay, George Dorn Screams, Skinny Patrini, Lech Janerka, Wildbirds &amp; Peacedrums, Rolo Tomassi, Hatifnats, The Week That Was, Psychocukier, Loco Star, Mahjongg, Pawilon, Kumka Olik, Iowa Super Soccer, Monotonix, Von Zeit, Janek Samolyk, BiFF, The Black Tapes, Miłość, KOT, Disasteradio, Ballady i romanse, Woody Alien, SenSorry, Paristetris, Andy Band, The Complainer &amp; The Complainers, Muariolanza, LeeDVD, Ben Butler And Mouse Pad, Maria Celeste, White Rabbit's Trip, Siupa

### Năm 2010
The Flaming Lips, Mew, Lali Puna, The Fall, Tindersticks, Efterklang, Atlas Sound, Fennesz, The Tallest Man on Earth, OSTR, Matmos, William Basinski, Antipop Consortium, Voo Voo, The Very Best, Lao Che, Memory Tapes, Philip Jeck, Something Like Elvis, Tides Nebula, Lenny Valentino, 19 wiosen, Kucz / Kulka, Indigo Tree, Szelest Spadających Papierków, Lachowicz, Cieślak i Księżniczki, Pablopavo i Ludziki, Prawatt &amp; Mirna Ray, Trans Am, No Age, Joker, The Horrors, Happy Pills, Nathalie and the Loners, Plum, Hey, Dinosaur Jr., The Radio Dept., Shearwater, Tunng, Toro Y Moi, Darkstar, Ecstatic Sunshine, Raekwon, A Hawk and a Hacksaw, Pulled Apart By Horses, Digital Mystikz, Taken By Trees, These Are Powers, Zu, Shining, The Raveonettes, Art Brut, Archie Bronson Outfit, Mouse on Mars, The Black Heart Procession, Dam Mantle

### Năm 2011
Primal Scream trình diễn album thứ ba "Screamadelica", Mogwai, Low, Public Image Ltd. Gang of Four, Ariel Pink's Haunted Graffiti, Deerhoof, Liars, Meshuggah, Blonde Redhead, dEUS, Jon Spencer Blues Explosion, Polvo, Current 93, Destroyer, Junior Boys, Sebadoh, Junip, Oneida, Konono no.1, Abradab, Tesco Value, Warpaint, Xiu Xiu, Glasser, Igor Boxx, Oneohtrix Point Never, Factory Floor, Bielizna trình diễn "Taniec Lekkich Goryli",rappper Abradab rap cùng nhóm Kaliber 44, L.Stadt, Lech Janerka, Dezerter Matthew Dear, Actress, Omar Souleyman, Gablé, Gangpol &amp; Mit, YACHT, Hype Williams, Emeralds, Anna Calvi D4D, Kury, Dan Deacon, Kyst, Kode9 DJ set, Liturgy, Barn Owl, AIDS Wolf, Dry the River, Neon Indian, How To Dress Well, Twin Shadow, Male Bonding, Olivia Anna Livki, Awesome Tapes from Africa, Ringo Deathstarr, Frankie &amp; the Heartstrings DVA, Blindead, The Car is on Fire, Moja Adrenalina, Miss Polski Kamp!, Tres. b, Muariolanza, Kapela ze wsi Warszawa, Paris Tetris, Ballady i Romanse Mikrokolektyw, Asia i Koty, Mołr Drammaz, Asi Mina, Wojtek Mazolewski Quintet, Twilite, Baaba Kulka, Tryp, Karbido biểu diễn "Stolik", BiFF, The Lollipops.

### Năm 2012
The Stooges, Swans, Thurston Moore, Suicide, Death in Vegas, The House of Love, Converge, Bardo Pond, Battles, The Antlers Baroness, Atari Teenage Riot, Fennesz, Metronomy, Kurt Vile, Ty Segall, High Places, Charles Bradley, Baxter Dury, Kim Gordon & Ikue Mori, Nosowska, Akron / Family, Shabazz Palaces, Das Racist, Forest Swords, Andy Stott Apteka, Papa M, Other Lives, Josh T.Pearson Megafaun, Jacaszek, Colin Stetson Kirk, Africa Hitech, Connan Mockasin, Henry Rollins, Spectrum, Retro Stefson, KingCreosote & Jon Hopkins, Kanal Audytywny, Afro Kolektyw, Nerwowe Wakacje IceAge, Piętnastka, Dominique Young Unique, ANBB, cONTAINER Mordy, Beneficjenci Splendoru, Mokołaj Trzaska, Shangaan Electro

### Năm 2013
My Bloody Valentine, The Smashing Pumpkins, Godspeed You! Black Emperor, Deerhunter, The Walkmen, The Pop Group, Bohren &amp; der Club of Gore, Austra, Patrick Wolf, Skalpel, Fucked Up, AlunaGeorge, Autre Ne Veut, Jens Lekman, Mykki Blanco, John Grant, Japandroids, Goat, Rebeka, Merchandise, Metz, Thee Oh Sees, The Soft Moon, Blondes, Dope Body, Girls Against Boys, Holy Other, Julia Holter, UL / KR, John Talabot

### Năm 2014
The Jesus and Mary Chain, Slowdive, Neutral Milk Hotel, Belle và Sebastian, Deafheaven, Chelsea Wolfe, 65daysofstatic, Glenn Branca, Holden, Fuck Buttons, Perfume Genius, John Wizards, The Dumplings 

### Năm 2015
Patti Smith trình diễn "Horses", Ride, The Residences, Run The Jewels, Sunn O, Susanne Sundfor, Songhoy Blues, Mick Harvey, Young Fathers, Xiu Xiu biểu diễn "Xiu Xiu Plays The Music of Twin Peaks", Sun Kil Moon, Future Brown, Son Lux 

### Năm 2016
Devendra Banhart, Thundercat, Lush, Clutch, Mudhoney, GusGus, Derrick May, DJ Koze, Kiasmos, Willis Earl Beal, Brodka, Sleaford Mods, Napalm Death, SBB, Minor Victories Jenny Hval, Yung Lean, FIDLAR, Islam Chipsy, Ata Kak, Beach Slang, Pantha Du Prince, Lightning Bolt, Kaliber 44
The Kills, GZA, Wiley, ANOHNI và Zomby đã hủy lịch diễn.

### Năm 2017
Carla Bozulich và Daniel Johnston đã hủy lịch diễn.
Thứ sáu, ngày 4 tháng 8:
Sân khấu chính: The Fruitcakes, Bitamina, Ulrika Spacek, Trupa Trupa, Shellac, Feist
Sân khấu Rừng: Guiding Lights, Shame, The Men, Łoskot, Beak>, The Black Madonna
Sân khấu Trójka: Salk, C Duncan, Spoiwo, Idles, Helado Negro, Batushka
Sân khấu Thử nghiệm (do Michael Gira phụ trách): Mirt + Ter, Raphael Rogiński Solo, Michael Gira, Hexa trình diễn "Factory Photographs" của David Lynch, Anna von Hausswolff
Thứ bảy, ngày 5 tháng 8:
Sân khấu chính: Duży Jack, Ralph Kamiński, Sheer Mag, PJ Harvey, Mitch & Mitch, Talib Kweli Live
Sân khấu Rừng: Bluszcz, Siksa, Anna Meredith, Những con sói trong Phòng ngai vàng, Jessy Lanza, Kornél Kovács
Sân khấu Trójka: Wilcze Jagody, Kikagaku Moyo, Ryley Walker, Silver Apples, Royal Trux, Kwadrofonik & Artur Rojek chơi bản "Industrial Symphony No. 1"
Sân khấu Trải nghiệm dân gian: Frele, Richard Dawson, Noura Mint Seymali, Żywizna, Janka Nabay &amp; The Bubu Gang, Phurpa
Chủ nhật, ngày 6 tháng 8:
Sân khấu chính: New People, Bastard Disco, Idris Ackamoor &amp; The Pyramids, Boris biểu diễn "Pink", Conor Oberst, Swans
Sân khấu Rừng: Kobieta Z Wydm, Circuit Des Yeux, Made in Balan biểu diễn "Martwy Kabaret", Thee Oh Sees, PRO8L3M
Sân khấu Trójka: Mateusz Franczak, L.Stadt, Frankie Cosmos, Preoccupations, Arab Strap, Olivier Coates, Moor Mother
Sân khấu thử nghiệm: Lor, Group A, Mapa, Wrekmeister Harmony, This Is Not This Heat

### Năm 2018
Thứ sáu, ngày 3 tháng 8:
Sân khấu Thành phố âm nhạc: Sonbird, Yellow Days (bị hủy bỏ, thay thế bằng Shortparis), Kult biểu diễn "Spokojnie", The Brian Jonestown Massacre, MIA
Sân khấu Rừng: Meek, Oh Why ?, Hańba !, Como Mamas, The Mystery Lights, Jon Hopkins Live
Sân khấu Trójka: Good Night Chicken, Muchy biểu diễn "Terroromans", Bishop Nehru, Bulgarian Voices - Le Mystère des Voix Bulgares, Fontaines DC
Sân khấu Housewives thử nghiệm: Pokusa, Nanook of the North,, Oxbow, Yasuaki Shimizu, Egyptian Lover </br> Sân khấu Dr. Martens: Runforrest, Peter J. Birch, Sonbird 
Thứ bảy, ngày 4 tháng 8
Sân khấu Thành phố âm nhạc: Lonker See, Rolling Blackouts Coastal Fever, Turbonegro, Skalpel Big Band, Charlotte Gainsbourg
Sân khấu Rừng: Min t, Legendarny Afrojax, Unsane,....And You Will Know Us by the Trail of Dead  biểu diễn " Source Tags and Codes ", Aurora, David August
Sân khấu Trójka: Sorja Morja, Coals, Moses Sumney, John Maus (bị hủy, thay bằng Bo Ningen), DJ Paypal & DJ Taye
Sân khấu thử nghiệm: Panieneczki, King Ayisoba, Derya Yildirim & Grup Şimşek, Adam Strug, Wednesday Campanella, Khidja
Sân khấu Dr. Martens: Graftmann, Lengendarny Afrojax, Iowa Super Soccer 
Chủ nhật, ngày 5 tháng 8:
Sân khấu Thành phố âm nhạc: Daniel Spaleniak, No Age, Ariel Pink, Warsaw Village Band, Grizzly Bear
Sân khấu Rừng: ARRM, Bass Astral x Igo, Big Freedia, Zola Jesus, Jacques Greene
Sân khấu Trójka: Tęskno, Marlon Williams, Vỗ tay nói Yeah biểu diễn Some Loud Thunder, Furia
Sân khấu Thử nghiệm: Sierść, Wojciech Bąkowski, Sensations Fix, Harry Merry, Gary War, coL
Sân khấu Dr.Martens: Asia i Koty, Henry No Hurry, Daniel Spaleniak 

### Năm 2019
Thứ sáu, ngày 2 tháng 8:
Sân khấu Perlage: SantaBarbara, Pablopavo i Ludziki Durand Jones & The Indications, Jarvis Cocker giới thiệu JARV IS
Sân khấu Rừng: Niemoc, Perfect Son, The Comet Is Coming, OM, The Gaslamp Killer
Sân khấu Trójka / Tauron: Cudowne Lata, Marcin Masecki Jazz Trio, slowthai, Aldous Harding, Emerald
Sân khấu Thử nghiệm: Dynasonic, The Body, Lebanon Hanover, Black Midi, VTSS
Sân khấu Dr. Martents: João de Sousa, Adam Repucha, Niemoc
Thứ bảy, ngày 3 tháng 8
Sân khấu Perlage: Jan-rapowanie, Dezerter biểu diễn "Underground Out of Ba Lan", Superorganism, Foals
Sân khấu Rừng: The Real Gone Tones, EABS biển diễn cùng Tenderlonious, Jakuzi, Electric Wizard, Veronica Vasicka
Sân khấu Trójka / Tauron: Tentent, Tęskno, Juan Wauters, Soccer Mommy, Dr. Rubinstein
Sân khấu Thử nghiệm: Polmuz, Boogarins, Kapela Maliszów, Ammar 80
Sân khấu Dr. Martens: Kapela Maliszów, Ziela, Szymonmówi
Chủ nhật, ngày 4 tháng 8
Sân khấu Perlage: Babu Król i Smutne Piosenki, Śląsk Song And Dance Ensemble, Stereolab, Suede
Sân khấu Rừng: P.Unity, Trupa Trupa, Neneh Cherry, Honey Dijon
Sân khấu Trójka/Tauron: Tuzza, Wczasy, Phum Viphurit, Loyle Carner, Sama ',
Sân khấu Thử nghiệm: Entropia, Hania Rani, Tirzah, Daughters, Lotic: Endless Power
Sân khấu Dr. Martens: Moriah Woods, Wczasy, Budyń/Pikuła

### Năm 2020
Iggy Pop, Mac DeMarco, Caribou, Bikini Kill, Tropical Fuck Storm, DIIV, Injury Reserve, Petbrick, The Murder Capital, Amyl and the Sniffers, Quinn Christopherson, Piernikowski, Shura, Alyona Alyona, Folamour, Lazarus, Radical Polish Ansambl, Koza

## Câu lạc bộ lễ hội OFF

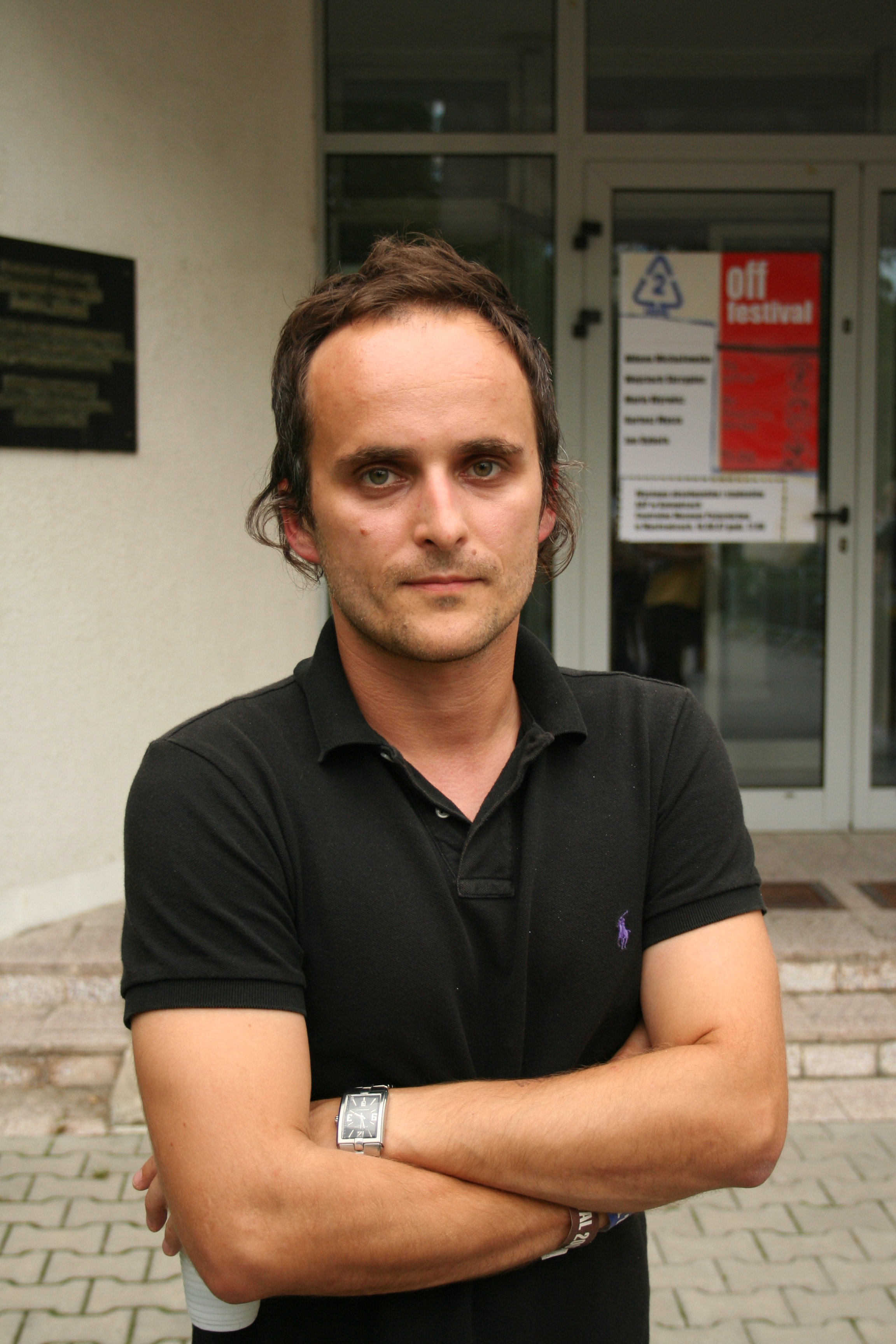
Artur Rojek trong vai trò giám đốc nghệ thuật

Đây là một loạt các buổi hòa nhạc của Đại nhạc hội OFF diễn ra từ năm 2008.
Lần đầu tiên
- Ngày 18 tháng 12 năm 2008 - tại Katowice

Deerhoof, Contemporary Noise Sextet, Emiter, Kristen
Lần II
- Ngày 19 tháng 4 năm 2009 - tại Wroclaw

Butthole Surfers, Materac, Plum
Lần III
- Ngày 17 tháng 12 năm 2009 -  tạiWarsaw

Monotonix, Mitch và Mitch với Igor Krutogolov trình diễn "Zelig Rabitchnyak", Bajzel
- Ngày 18 tháng 12 năm 2009 - tại Katowice

Monotonix, Mitch và Mitch với Igor Krutogolov trình diễn "Zelig Rabitchnyak", Bajzel
Lần IV
- Ngày 24 tháng 3 năm 2010 - tại Krakow

Mount Eerie, Chain and The Gang, No Kids
- Ngày 2 tháng 12 năm 2010 - tại Câu lạc bộ nhạc Jazz Hipnoza, Katowice

Scout Niblett, Cieślak i Księżniczki, Ed Wood
Lần  V
- Ngày 16 tháng 4 năm 2011 - tại Katowice

Merzbow, Zs, Kid606, Niwea